# Ulica Karola Namysłowskiego w Zamościu
Ulica Karola Namysłowskiego – zamojska ulica jednojezdniowa, jedna z ważniejszych w przemysłowej części miasta.

## Historia
Ulica powstała w latach 50. XX wieku. Wybudowana została do obsłużenia rozrastającej się strefy przemysłowej i połączenia jej z północną częścią miasta.

### Nazwa
Do 1967 roku znana jako ul. Fabryczna, później została nadana jej obecna nazwa. Nazwa ta wiąże się ze słynnym zamojskim muzykiem, który założył dzisiejszą Orkiestrę Symfoniczną (dawniej Polska Orkiestra Włościańska), zwaną potocznie "Namysłowiacy".

## Obecnie
Przy ulicy tej zlokalizowanych jest kilka zakładów przemysłowych, które tworzą strefę przemysłową w tej części miasta. Znajdują się tu m.in. Zamojskie Zakłady Zbożowe, wytwórnia pasz "Agri Plus", przedsiębiorstwa budowlane i motoryzacyjne, zakład PGE Dystrybucja, bazy kilku firm. Po zachodniej stronie ulicy przebiega droga dla rowerów.